# كارل فون زايزندورف
كارل فون زايزندورف (بالألمانية: Karl von Zinzendorf)‏ (و. 1739 – 1813 م) هو سياسي، وملحن، وكاتب يوميات نمساوي، ولد في درسدن، توفي في فيينا، عن عمر يناهز 74 عاماً.